# Dipleurosoma typicum
Dipleurosoma typicum is een hydroïdpoliep uit de familie Dipleurosomatidae. De poliep komt uit het geslacht Dipleurosoma. Dipleurosoma typicum werd in 1866 voor het eerst wetenschappelijk beschreven door Boeck. 